# Kinaros
Kinaros (em grego:  Κίναρος) é uma pequena ilha da Grécia no mar Egeu, que integra o arquipélago do Dodecaneso. Deve o seu nome à produção de alcachofras (em grego κίναρα; kinara) pela qual foi em tempos conhecida. Fica a oeste de Kalymnos e Leros, a leste de Amorgos, e a oeste-sudoeste de  Levitha. É a segunda maias ocidental ilha do Dodecaneso após Astipaleia, e tem 4,5 km². Foi referida por vários autores da Antiguidade como Plínio, o Velho, Pompónio Mela e Ateneu.
Em 2011 a população da ilha era de 2 residentes (um casal grego que criava gado na ilha) e em 2013 só tinha um habitante.
Em 11 de fevereiro de 2016, um helicóptero Agusta-Bell AB212 PN28 da Marinha Grega despenhou-se na ilha, causando a morte dos três militares a bordo.